# Premnoplex brunnescens
A Premnoplex brunnescens a madarak (Aves) osztályának verébalakúak (Passeriformes) rendjébe és a fazekasmadár-félék (Furnariidae) családjába tartozó faj.

## Rendszerezése
A fajt Philip Lutley Sclater angol ügyvéd és zoológus írta le 1830-ban, a Margarornis nembe Margarornis brunnescens néven.

## Alfajai
- Premnoplex brunnescens albescens Griscom, 1927
- Premnoplex brunnescens brunneicauda (Lawrence, 1865)
- Premnoplex brunnescens brunnescens (Sclater, 1856)
- Premnoplex brunnescens coloratus Bangs, 1902
- Premnoplex brunnescens rostratus Hellmayr & Seilern, 1912
- Premnoplex brunnescens stictonotus (Berlepsch, 1901)[2]

## Előfordulása
Costa Rica, Panama, Bolívia, Ecuador, Kolumbia és Venezuela honos. Természetes élőhelyei a  szubtrópusi vagy trópusi síkvidéki és hegyi esőerdők. Állandó, nem vonuló faj.

## Megjelenése
Testhossza 15 centiméter, testtömege 14-19 gramm.

## Természetvédelmi helyzete
Az elterjedési területe rendkívül nagy, egyedszáma is nagy és ugyan csökken, de még nem éri el kritikus szintet. A Természetvédelmi Világszövetség Vörös listáján nem fenyegetett fajként szerepel.